# Kevin Ortega
Kevin Ortega Pimentel (Callao, Perú; 26 de marzo de 1992) es un árbitro de fútbol peruano que dirige la Primera División del Perú desde 2015. Es internacional FIFA desde 2019.
Trabajó en SUNAT en los años 2014 y 2015. Kevin Ortega fue el designado para representar al arbitraje peruano en el Mundial Catar 2022.

## Torneos dirigidos
Los torneos profesionales nacionales e internacionales que ha dirigido son:
- Copa Libertadores (2020, 2022 y 2023)
- Copa Sudamericana (2020, 2022, 2023, 2024 y 2025)
- Clasificación de Conmebol para la Copa Mundial de Fútbol
- Copa Mundial de Fútbol (2022)
- Copa América (2024)
- Liga 1 (2019-act.)
- Copa Perú (2015)